# Charles Gascoigne
Charles Gascoigne(1738 - 1 d agosto de 1806) foi um empresário e industrialista britânico no início da Revolução Industrial. Ele foi sócio e gerente da siderúrgica Carron Company em seus primeiros anos, mas saiu em 1786, antes que o sucesso da empresa se tornasse evidente.

## Carreira
Nas décadas de 1770 e 1780, o governo britânico estava envolvido em um programa para prestar assistência militar ao Império Russo. Uma máquina a vapor, projetada por John Smeaton e fabricada pela Carron Company, foi encomendada por Charles Knowles (então trabalhando para os russos) e foi enviada para a Rússia em 1774, juntamente com um suprimento de carvão e trabalhadores da Carron.
Gascoigne permaneceria na Rússia por vinte anos, onde se tornou conhecido como Karl Karlovich Gaskoin (Карл Гаскойн). Ele se tornou Conselheiro de Estado e Cavaleiro de São Vladimir e foi chefe de todas as minas e fundições na Carélia, incluindo as minas de Petrozavodsk. Ele melhorou as fundições de ferro russas existentes e construiu novas, além de aprimorar as técnicas russas de fabricação de canhões. Ele estabeleceu as primeiras máquinas de impressão na Casa da Moeda de São Petersburgo, embora o projeto tenha sido concluído por Matthew Boulton.